# Zoskales
Zoskales (vers 100) est un roi du Royaume d'Aksoum dans la Corne de l'Afrique.
Il est le premier roi connu du royaume qui serait lui-même fondé récemment. Dans le Périple de la mer Érythrée, Zoskales est mentionné comme régnant sur le port d'Adulis, dont le territoire s'étend entre Ptolémaïs Theron et « le reste de la Barbarie »,. Le texte le qualifie également d'avare et d'avide dans un contexte où Axoum devient un point d'intérêt commercial maritime avec les marchands grecs. Il est connu pour savoir lire et écrire le grec.
Il est auparavant associé au roi Za Haqala de la liste dynastique officielle mais cette hypothèse ne fait plus consensus puisque la conception de cette liste est postérieure aux sources contemporaines de plus de 1000 ans. La source grecque ne le mentionnant pas spécifiquement comme roi, mais plutôt comme le dirigeant d'Adulis dans un contexte commercial, il est d'abord considéré comme un roitelet. Cependant des réévaluations plus récentes considèrent que le siège de Zoskales se trouve probablement déjà à Aksoum puisque les territoires désignés par le texte grec ne possèdent pratiquement aucune terres arables.